# Ла-Барунія-да-Ріалб
Ла-Барунія-да-Ріалб (Catalan pronunciation: [lə βəɾuˈni.ə ðə riˈalp]) — муніципалітет у комарці (округі) Ногера в Каталонії, Іспанія. Територію перетинають річки Ріальб і річка Сегре. Столиця — місто Гуалтер; раніше це була Ла Торре де Ріальб.

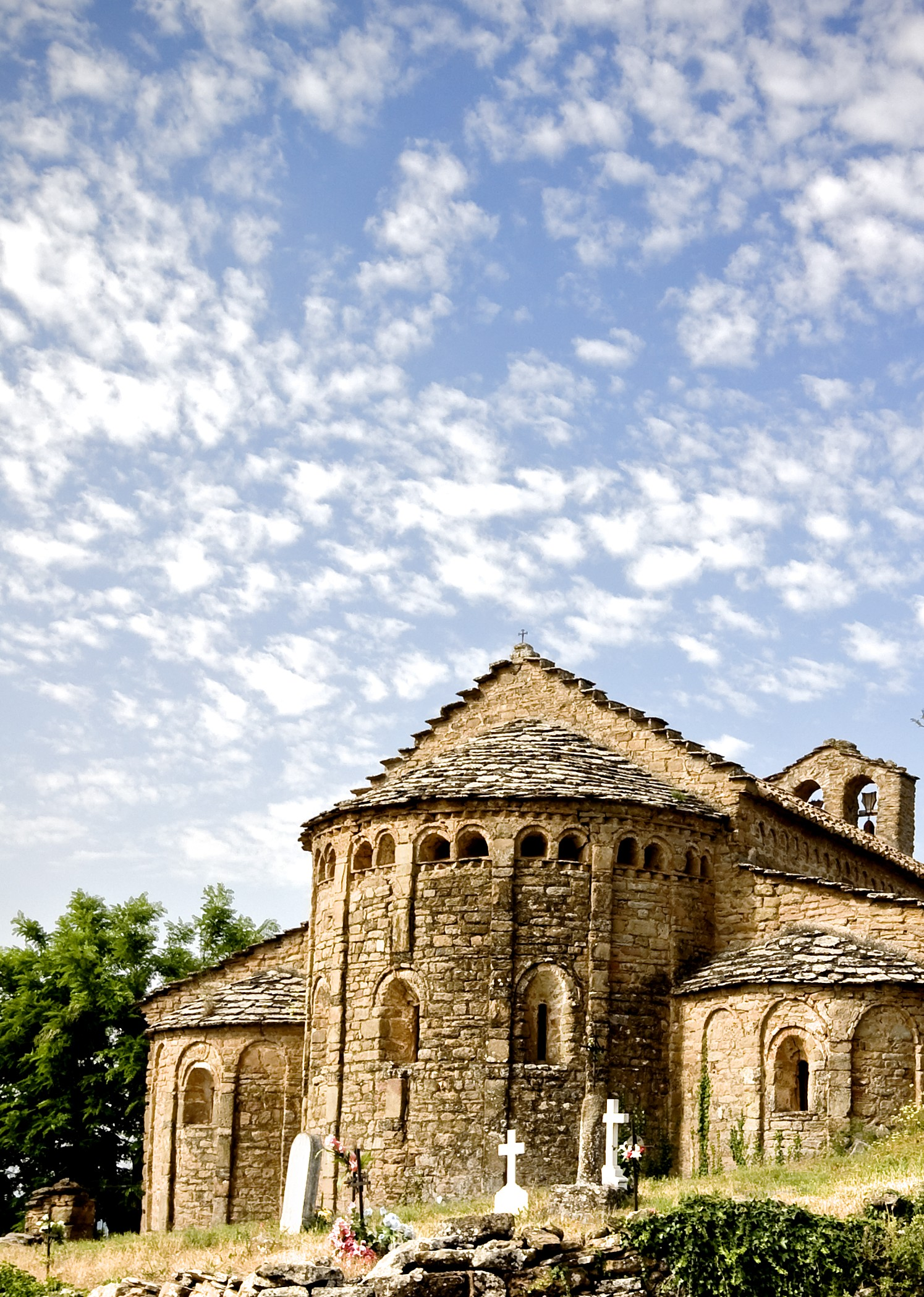
Середньовічна церква Санта-Марія в Палау-де-Ріальб, Ла-Барунія

Муніципалітет утворений об'єднанням старих і крихітних хуторів і парафій, що загалом нараховує двадцять три романські церкви, що є найбільшою кількістю таких церков у Каталонії.

## Демографія
| 1787 рік | 1857 рік | 1877 рік | 1887 рік | 1900 рік | 1920 рік | 1940 рік | 1960 рік | 1981 рік | 1998 рік | 2004 рік | 2009 рік |
| -------- | -------- | -------- | -------- | -------- | -------- | -------- | -------- | -------- | -------- | -------- | -------- |
| 514      | 1665     | 1,243    | 1250     | 1,244    | 1,066    | 839      | 655      | 298      | 247      | 279      | 276      |

## Економіка
Сільськогосподарський сектор все ще приваблює найбільше робочих місць у Ла-Баронії. Країна з планами  зрошувані, добре орні землі, з рівнем приблизно від 400 м до понад 800 м над рівнем моря придатні для використання землі придатні для широкого спектру культур. Проте кілька років тому сектор туризму стає тим економічним стимулом, якого потребувала долина. Власне, наразі є зо два десятки агротуристичних закладів.